# Moch Municipality
Moch Municipality är en kommun i Mikronesiska federationen.   Den ligger i delstaten Chuuk, i den västra delen av landet, 500 km väster om huvudstaden Palikir. Antalet invånare är 854.
Följande samhällen finns i Moch Municipality:
- Moch Village